# ネイサン・ジュラン
ネイサン・ジュラン（Nathan Juran,  1907年9月1日 - 2002年10月3日）は、アメリカ合衆国の映画監督、美術監督である。

## 来歴
1907年、ルーマニアのグラフモールルイ生まれ。1912年、ジュランが6歳の時に家族でアメリカへ移住し、ミネソタ州のミネアポリスへ移り住んだ。ミネソタ大学ツインシティー校では建築学を学び、学士号を取得。地元の建築会社を経て、ロサンゼルスへ渡ってRKOの美術部門で働き始めたのをきっかけに映画業界入り。後に20世紀フォックスへ移籍して1941年のジョン・フォード監督作品『わが谷は緑なりき』で美術監督デビューを果たした。同作品では功績が称えられ、翌年のアカデミー美術賞を受賞している。ちなみに同賞には1946年の『剃刀の刃』でもノミネートされた。
1952年にボリス・カーロフら出演のホラー映画『The Black Castle』で映画監督デビュー。その後も精力的に作品を発表し、『妖怪巨大女』や『地球へ2千万マイル』、『シンバッド七回目の航海』などのSF映画、アドベンチャー映画を発表。現代でも監督した作品はカルト的な支持を得ている。それを象徴するように1999年にはSF映画やファンタジー映画などに貢献した映画人に送られるAcademy of Science Fiction, Fantasy & Horror Films, USAの生涯功労賞を受賞した。

### 死去
2002年10月3日、カリフォルニア州のパロス・ベルデスでその生涯を閉じた。95歳だった。

## 監督作品

### 映画
- The Black Castle (1952)
- Gunsmoke (1953)
- 決闘の町 Law and Order (1953)
- 王者の剣 The Golden Blade (1953)
- 早射ち無宿 Tumbleweed (1953)
- Highway Dragnet (1954)
- The Big Moment (1954)
- Drums Across the River (1954)
- The Crooked Web (1955)
- 極地からの怪物 大カマキリの脅威 The Deadly Mantis (1957)
- 勝利への潜航 Hellcats of the Navy (1957)
- 地球へ2千万マイル 20 Million Miles to Earth (1957)
- 遊星から来た脳生物 The Brain from Planet Arous (1957)
- Le imprese di una spada leggendaria (1958)
- 妖怪巨大女 Attack of the 50 Foot Woman (1958) ※ネイサン・ハーツ名義
- シンバッド七回目の航海 The 7th Voyage of Sinbad (1958)
- 絞首台の決闘 Good Day for a Hanging (1959)
- Mantelli e spade insanguinate (1959)
- Flight of the Lost Balloon (1961)
- ジャックと悪魔の国 Jack the Giant Killer (1962)
- Siege of the Saxons (1963)
- H.G.ウェルズのS.F.月世界探険 First Men in the Moon (1964)
- 激流ナイルの恋 East of Sudan (1964)
- 現代狼男の怪 The Boy Who Cried Werewolf (1973)

### テレビドラマ
- Fury (1955)
- マイ・フレンド・フリッカ My Friend Flicka (1955)
- Crossroads (1956)
- 縮小人間ハンター World of Giants (1959)
- 宇宙探検 Men Into Space (1959, 1960)
- シェナンドー A Man Called Shenandoah (1965, 1966)
- 原子力潜水艦シービュー号 Voyage to the Bottom of the Sea (1965, 1966)
- 宇宙家族ロビンソン Lost in Space (1965 - 1968)
- 西部の王者ダニエル・ブーン Daniel Boone (1965 - 1970)
- タイム・トンネル The Time Tunnel (1967)
- 巨人の惑星 Land of the Giants (1968, 1969, 1970)

## 美術監督

### 映画
- わが谷は緑なりき How Green Was My Valley (1941) ※アカデミー美術賞受賞
- I Wake Up Screaming (1941)
- A Gentleman at Heart (1942)
- Ten Gentlemen from West Point (1942)
- ザ・ラブズ・オブ・エドガー・アラン・ポー The Loves of Edgar Allan Poe (1942)
- 剃刀の刃 The Razor's Edge (1946)
- ボディ・アンド・ソウル Body and Soul (1947)
- 暴れ者 Kiss the Blood Off My Hands (1948)
- タルサ Tulsa (1949)
- ウィンチェスター銃'73 Winchester '73 (1950)
- ハーヴェイ Harvey (1950)
- Bright Victory (1951)
- 丘の雷鳴 Thunder on the Hill (1951)
- Reunion in Reno (1951)
- 消えた黄金 Cave of Outlaws (1951)
- 奇妙な扉 The Strange Door (1951)
- ダニー・ウィルソン物語 Meet Danny Wilson (1951)
- 怒りの河 Bend of the River (1952)
- デンボー牧場の争い Untamed Frontier (1952)